# Marguerite-Marie Alacoque
Marguerite Alacoque, en religion sœur Marguerite-Marie, née le 22 juillet 1647 à Verosvres, petit village de Bourgogne et morte le 17 octobre 1690 à Paray-le-Monial, est une religieuse de l’ordre de la Visitation, mystique, attachée au culte du Sacré-Cœur de Jésus. Elle a été béatifiée le 18 septembre 1864 et canonisée le 13 mai 1920 par l'Église catholique. Sa fête est le 16 octobre.

## Biographie

Blason de la famille Alacoque.

Marguerite Alacoque est la cinquième enfant de Claude Alacoque et Philiberte Lamyn, qui jouissent d’une bonne position sociale : le père est notaire royal. Dès ses cinq ans, elle manifeste une ferveur particulière encouragée par ses parents et se consacre par un vœu de chasteté à Jésus. Après le décès du père en 1655, la mère et les enfants tombent sous la coupe de cousins, les Delaroche, qui prennent possession du domaine familial. À l'âge de 9 ans, Marguerite est envoyée en pension chez les Clarisses urbanistes de Charolles. Peu après sa première communion, elle tombe malade et doit être ramenée chez elle. Elle demeure alitée pendant quatre ans. Elle fait vœu à la Vierge d'entrer dans la vie religieuse si elle recouvre la santé. Sa guérison ne met pas fin à ses épreuves : elle est le souffre-douleur des Delaroche. À ses 18 ans, sa mère et son frère Chrysostome souhaitent pour elle un mariage qui permettrait à la famille de se relever d'une situation de dépendance depuis la mort du père. Malgré le dilemme que cela représente pour elle, les pressions familiales et ses propres doutes, elle persiste dans son vœu de devenir religieuse.

### Entrée en religion

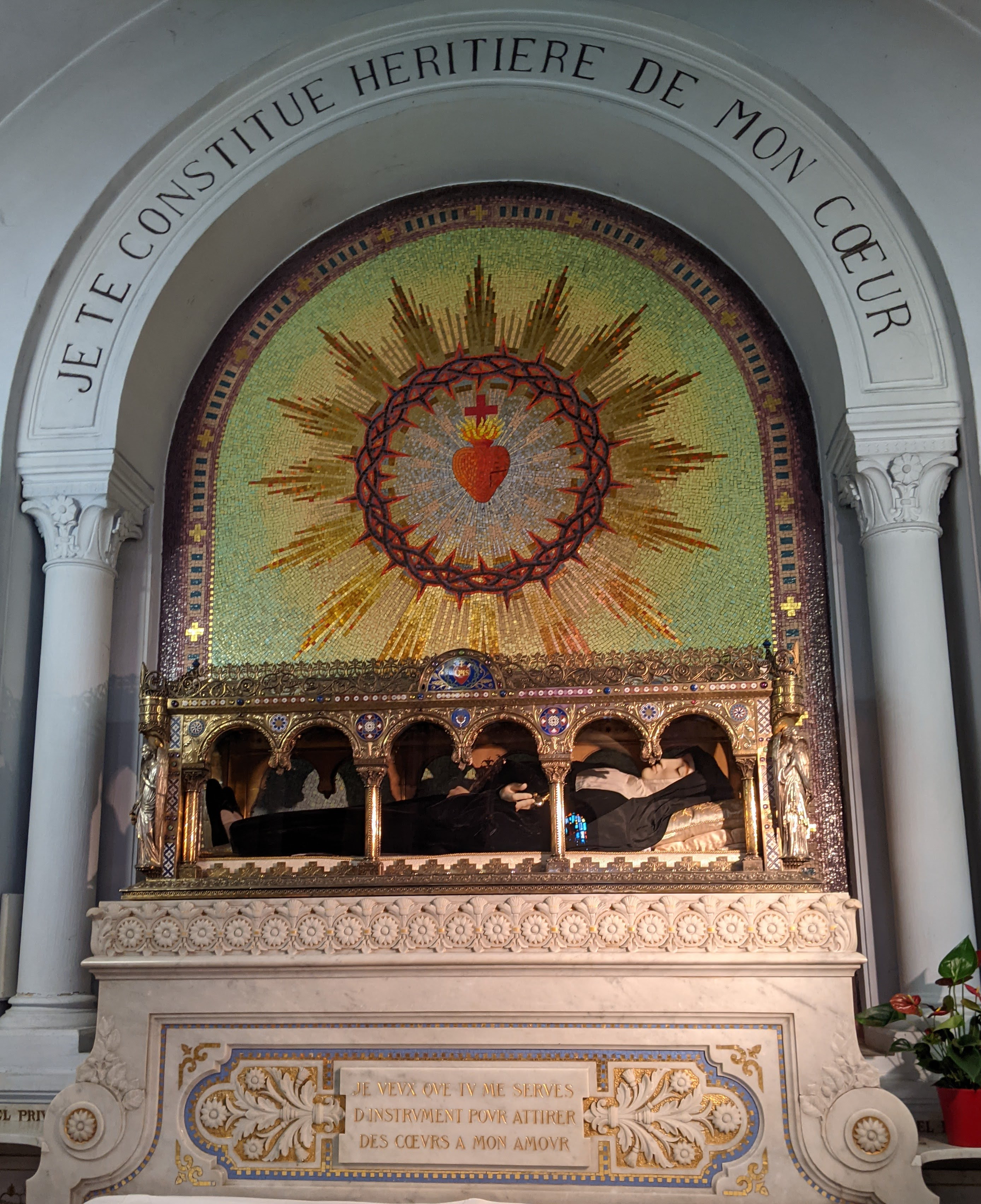
Châsse de Marguerite-Marie Alacoque dans la chapelle de la Visitation de Paray-le-Monial.

Elle visite plusieurs couvents, et en entrant dans celui de la Visitation de Paray-le-Monial, elle affirme qu’une voix intérieure lui dit : « C’est ici que je te veux ».
Le 25 mai 1671, à l'âge de 24 ans, elle entre au monastère et prononce ses vœux perpétuels en novembre 1672 et ajoute Marie à son nom,. De santé fragile, elle n'en pratique pas moins la flagellation, ainsi que les mortifications les plus extrêmes, voire les plus répugnantes, qu'elle mentionne elle-même dans ses Mémoires.

### Culte du Sacré-Cœur de Jésus
En octobre 1672, Jean Eudes institue, dans les communautés eudistes, la messe du Cœur de Jésus,.

Un an plus tard, le 27 décembre 1673, Marguerite-Marie a, d'après son propre témoignage, une première vision du Christ liée au Sacré-Cœur durant laquelle il la fait reposer sur sa poitrine, et il lui montre son cœur enflammé et surmonté d'une croix,.
« Jésus me fit reposer fort longtemps sur sa divine poitrine, où il me découvrit les merveilles de son amour et les secrets inexplicables de son sacré Cœur qu'il m'avait toujours tenus cachés jusqu'alors qu'il me les découvrit pour la première fois. »

En 1674, toujours selon elle, Marguerite-Marie reçoit une deuxième vision du Sacré-Cœur devant le Saint-Sacrement exposé un premier vendredi du mois. Durant cette vision, elle aperçoit à nouveau le Sacré-Cœur et reçoit une demande de la part de Jésus de réparer les ingratitudes qui sont faites à son cœur et au Saint-Sacrement. Cette demande donne naissance à la dévotion des neuf premiers vendredis du mois,, (le premier vendredi du mois, neuf mois d'affilée) qui a son origine dans la « grande promesse » de Jésus que Marguerite-Marie relate dans ses écrits :
« Je te promets, dans l’excessive miséricorde de mon Cœur, que son amour tout-puissant accordera à tous ceux qui communieront neuf premiers vendredis des mois, de suite, la grâce de la pénitence finale, ne mourront point dans ma disgrâce et sans recevoir leurs sacrements, mon divin Cœur se rendant leur asile assuré au dernier moment. » 
À une époque où la communion sacramentelle des fidèles était très rare, la pratique des neuf premiers vendredis du mois contribua d’une manière significative à la reprise de la pratique plus fréquente des sacrements de la pénitence et de l’eucharistie. Par l'insertion intégrale de cette promesse dans la bulle de canonisation de Marguerite-Marie, le pape Benoît XV a encouragé la pratique des communions réparatrices des neuf premiers vendredis du mois.

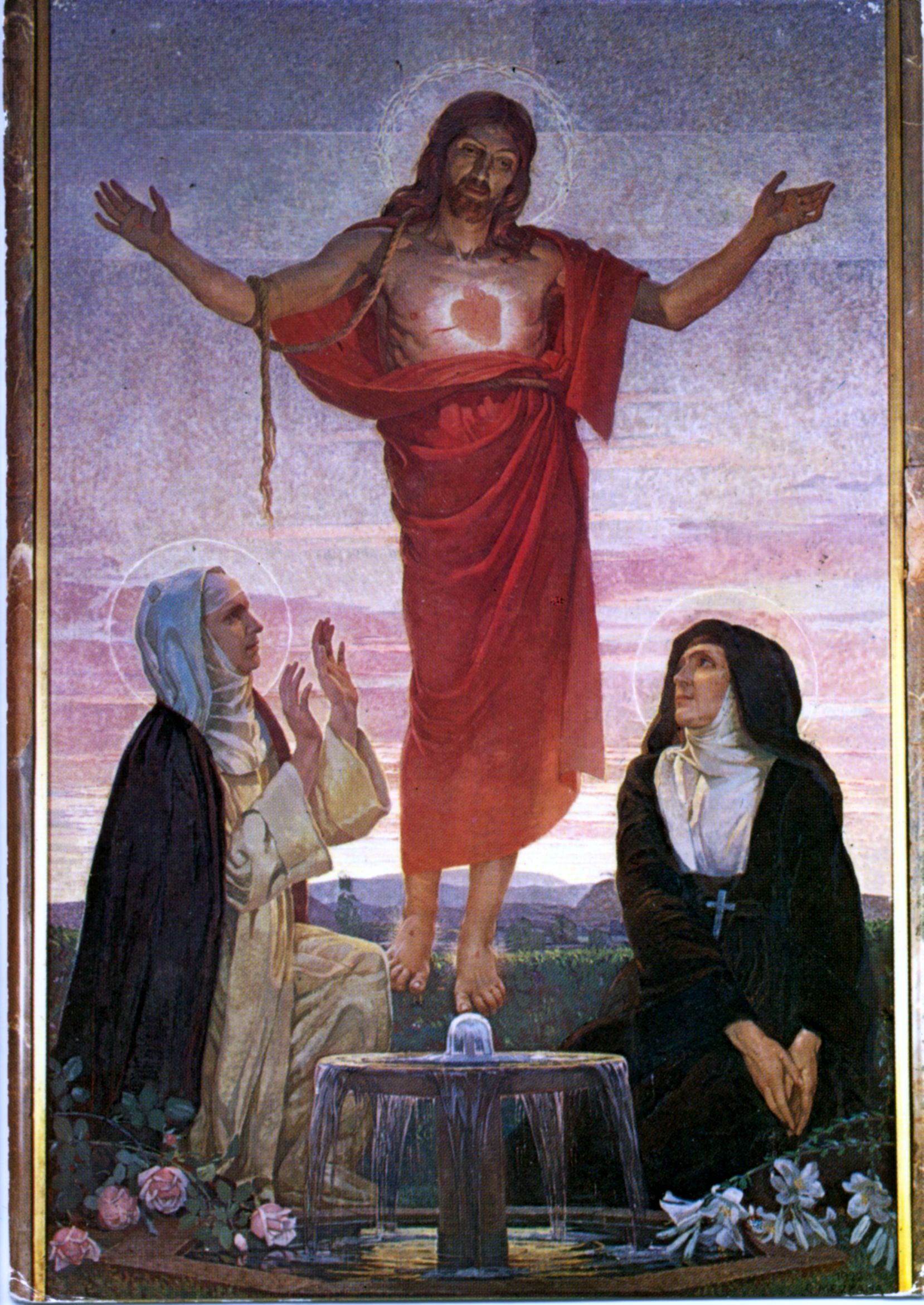
Peinture de la bienheureuse Marie du Divin Cœur et de sainte Marguerite-Marie Alacoque, les deux en adoration au Sacré-Cœur de Jésus.

Cette vision a également contribué à l'institution de l'Heure Sainte,, que Marguerite-Marie pratique étendue par terre, le visage contre le sol entre onze heures du soir et minuit, le premier jeudi de chaque mois, afin de partager la tristesse mortelle qu'a supportée le Christ quand il fut abandonné à son agonie par ses apôtres à Gethsémani, puis à recevoir le lendemain la communion. Elle relate la demande de cette pratique dans ses écrits personnels : 
« ...toutes les nuits du jeudi au vendredi, je te ferai participer à cette mortelle tristesse que j’ai bien voulu sentir au jardin des Olives ; laquelle tristesse te réduira, sans que tu la puisses comprendre, à une espèce d’agonie plus rude à supporter que la mort. Et pour m’accompagner dans cette humble prière que je présentai alors à mon Père parmi toutes mes angoisses, tu te lèveras entre onze heures et minuit, pour te prosterner pendant une heure avec moi, la face contre terre, tant pour apaiser la divine colère, en demandant miséricorde pour les pécheurs, que pour adoucir en quelque façon l’amertume que je sentais de l’abandon de mes apôtres, qui m’obligea à leur reprocher qu’ils n'avaient pu veiller une heure avec moi, et pendant cette heure tu feras ce que je t’enseignerai. »
La plus célèbre des visions qu'Alacoque rapporte est une vision datant de juin 1675, au cours de laquelle Jésus lui aurait à nouveau montré son cœur :
« Voilà ce Cœur qui a tant aimé les hommes, qu’il n’a rien épargné jusqu’à s’épuiser et se consommer pour leur témoigner son amour ; et pour reconnaissance je ne reçois de la plupart que des ingratitudes, par leurs irrévérences et leurs sacrilèges, et par les froideurs et les mépris qu’ils ont pour moi dans ce Sacrement d’amour.»
Le Christ lui aurait alors également confié désirer que soit célébrée une fête en l'honneur de son Cœur le vendredi qui suit l'octave de la fête de son Corps,, :
« C'est pour cela que je te demande que le premier vendredi d’après l'octave du saint Sacrement soit dédié à une fête particulière pour honorer mon Cœur, en communiant ce jour-là et en lui faisant réparation d'honneur par une amende honorable, pour réparer les indignités qu'il a reçues pendant le temps qu'il a été exposé sur les autels. »
Cette vision a mené à l'institution de la fête du Sacré-Cœur, fête promue au rang de solennité dans le calendrier liturgique catholique plusieurs siècles plus tard,. Elle est aujourd'hui fêtée huit jours après la Fête-Dieu, respectant ainsi la demande initiale de Jésus-Christ. C'est également à la suite de cette vision que le jésuite Claude La Colombière se consacre personnellement au Sacré-Cœur, faisant de lui la première personne à s'y consacrer après Marguerite-Marie. Cette dernière écrit plusieurs actes de consécrations qu'elle distribue progressivement et qui font partie intégrante du culte du Sacré-Cœur.
Le Christ aurait par ailleurs appelé Marguerite-Marie « disciple bien-aimée du Cœur Sacré », et héritière de tous ses trésors. Au cours de sa vie, Marguerite-Marie entreprend de faire connaître le message que Jésus lui aurait adressé avec l’aide de Claude La Colombière, son « vrai et parfait ami ». C'est d'ailleurs ce dernier qui ordonne à Marguerite-Marie d'écrire ses expériences mystiques dans un journal personnel.
Dès 1685, Marguerite-Marie devient maitresse des novices de son monastère et profite de sa fonction pour promouvoir cette nouvelle dévotion au Sacré-Cœur chez les jeunes novices.
L'année suivante, en 1686, le premier autel dédié au Cœur de Jésus est construit au monastère et la fête du Sacré-Cœur de Jésus est célébrée pour la première fois à Paray-le-Monial. En 1687, la première chapelle commémorant les visions de Marguerite-Marie est construite dans le jardin du monastère.
Selon elle, Jésus lui confie une autre mission : le 17 juin 1689, il demande que le roi de France Louis XIV effectue la « consécration de la France à son Sacré-Cœur et sa représentation sur les étendards du royaume. » Cette demande reste alors lettre morte.

D'après Marguerite-Marie, des promesses furent faites par Jésus-Christ en faveur des personnes dévouées à son Sacré-Cœur, disséminées dans ses lettres et dans sa Vie écrite par elle-même. On retrouve généralement ces promesses sous la forme de douze promesses populaires au sujet de la dévotion au Sacré-Cœur, qui ne sont pas formulées telles quelles dans les écrits et les lettres d'Alacoque, mais qui ont été reproduites à l’aide de formules abrégées plus ou moins équivalentes :

« 1. Je leur donnerai toutes les grâces nécessaires à leur état.

2. Je mettrai la paix dans leurs familles.

3. Je les consolerai dans toutes leurs peines.

4. Je serai leur refuge assuré pendant la vie et surtout à leur mort.

5. Je répandrai d'abondantes bénédictions sur toutes leurs entreprises.

6. Les pécheurs trouveront dans mon Cœur la source de l'océan infini de la miséricorde.

7. Les âmes tièdes deviendront ferventes.

8. Les âmes ferventes s'élèveront rapidement à une grande perfection.

9. Je bénirai moi-même les maisons où l'image de mon Sacré-Cœur sera exposée et honorée.

10. Je donnerai aux prêtres le talent de toucher les cœurs les plus endurcis.

11. Les personnes qui propageront cette dévotion auront leur nom écrit dans mon Cœur, où il ne sera jamais effacé.

12. Je te promets, dans l'excès de la miséricorde de mon Cœur, que son amour tout-puissant accordera à tous ceux qui communieront les premiers vendredis du mois, neuf fois de suite, la grâce de la pénitence finale, qu'ils ne mourront point dans ma disgrâce, ni sans recevoir leurs Sacrements, et que mon divin Cœur sera leur asile assuré à cette dernière heure. »

### Maladie et mort
Au cours de sa dernière maladie, elle refuse tout soulagement, ne cessant de répéter : « Ce que j’ai dans le Ciel et ce que je désire sur la terre, c’est toi seul, ô mon Dieu ».
Elle meurt le 17 octobre 1690 en prononçant le nom de Jésus. Ses restes reposent dans la chapelle de la Visitation à Paray-le-Monial.

## Procès en canonisation
L'ouverture de l'enquête diocésaine en vue d'une béatification a lieu le 15 octobre 1714 sous le pontificat du pape Clément XI.
En dépit de l'opinion populaire acquise suite à des miracles obtenus par son intercession, des pressions jansénistes suivies de la Révolution française retardent sa béatification et sa canonisation.
La discussion au sujet de la mission et des vertus de Marguerite-Marie se poursuit pendant des dizaines d'années. Il est fait examen de la totalité de ses actions, de ses révélations, de ses maximes spirituelles et de son enseignement concernant la dévotion au Sacré-Cœur, qu’elle avait exposée et dont elle était l'apôtre.
Au terme du procès, la Sacrée congrégation des rites émet un vote favorable et le 30 mars 1824, cent trente-quatre années après sa mort, le pape Léon XII la proclame "Vénérable".
En 1830, des Commissaires apostoliques sont envoyés à Paray-le-Monial par le Saint-Siège afin d'enquêter sur les vertus de la vénérable. Ils procèdent à l'ouverture de son tombeau afin d'authentifier ses ossements et découvrent que son cerveau a résisté à la corruption, 140 années après sa mort. Quatre médecins présents sur place constatèrent le miracle et en rédigèrent le procès-verbal. Deux guérisons extraordinaires furent également constatées durant le séjour des Commissaires. Les vertus et les écrits de Marguerite-Marie furent examinés durant quatorze années.
Le 23 août 1846, le pape Pie IX déclara favorable la constatation des vertus de Marguerite-Marie pratiquées au degré héroïque.
Le 19 août 1864, à la suite de la reconnaissance par l'Église de trois miracles, le bref de béatification est signé sous le pontificat de Pie IX. La cérémonie de béatification a lieu le 18 septembre 1864 à Rome. Une dernière ouverture de tombe est réalisée dans le cadre de la procédure de béatification, découvrant que son cerveau montre encore des signes d'incorruptibilité 174 années après sa mort.
Enfin, Marguerite-Marie Alacoque est canonisée par Benoît XV le 13 mai 1920,. Les deux miracles attribués à l'intercession d'Alacoque et requis pour l'approbation de sa canonisation sont la guérison instantanée et complète de Louise Agostini-Coleshi d'une méningo-myélite transversale chronique, ainsi que la guérison instantanée et complète de la comtesse Antonia Artorri d'un cancer papillaire droit.

Médaille de la bienheureuse Marguerite-Marie Alacoque du 13 mai 1862
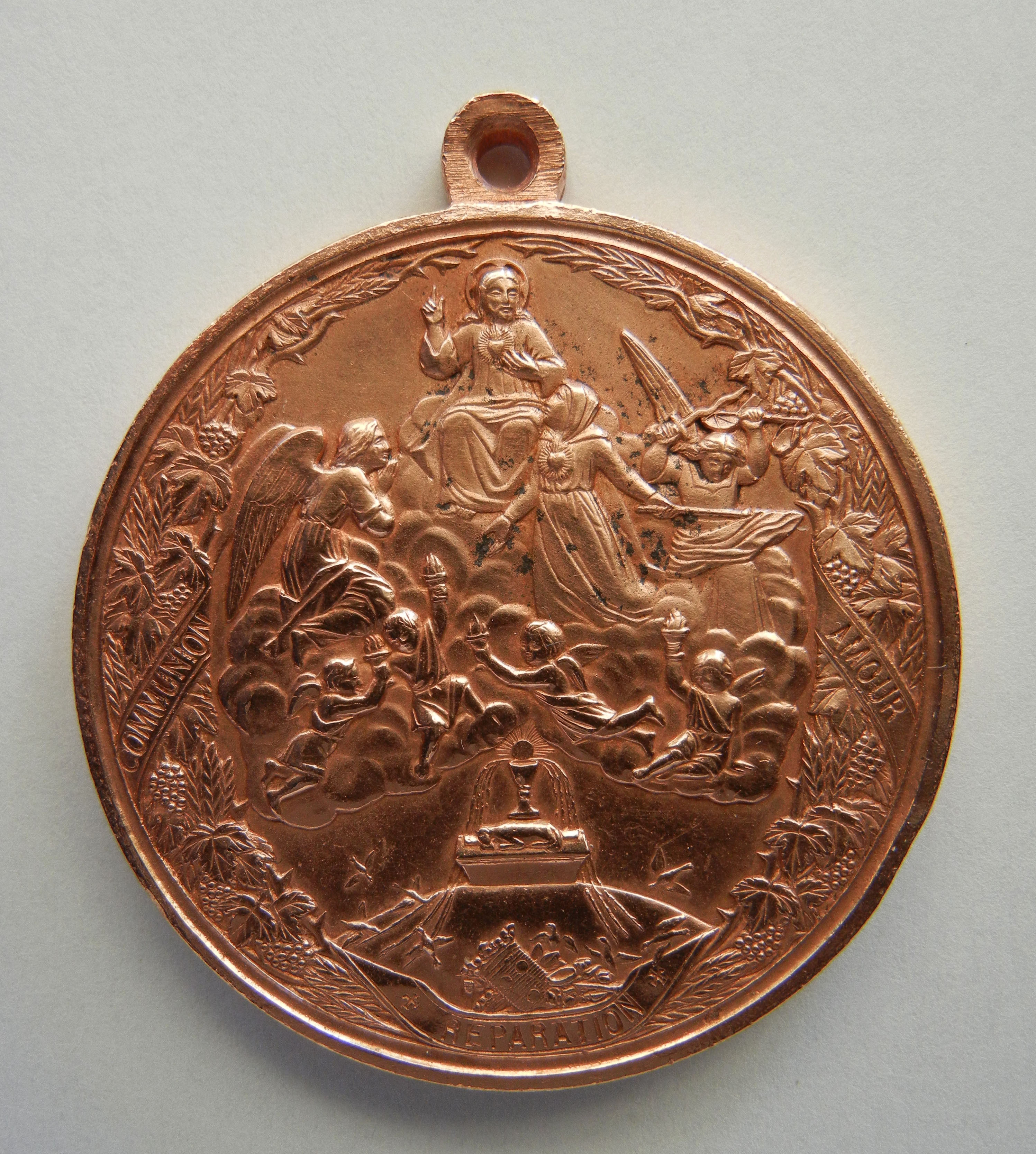
Avers.
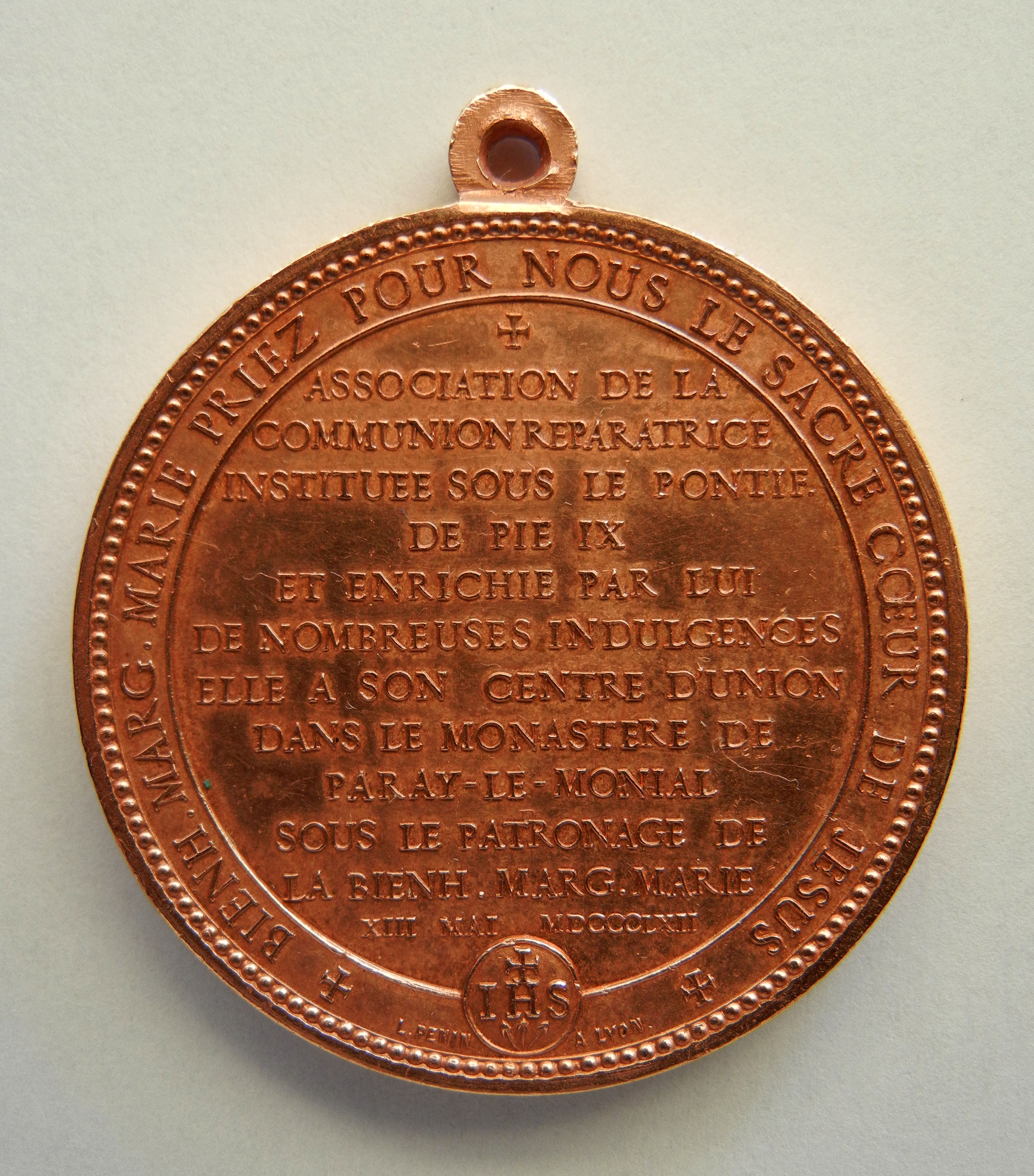
Revers.

## Postérité
En 1901, en hommage à Marguerite-Marie Alacoque, la religieuse mexicaine Maria Guadalupe Garcia Zavala fonde, avec son directeur spirituel, le Père Cipriano Iñiguez, la congrégation des Servantes de Sainte Marguerite-Marie et des pauvres. En 1925, l'église Santa Margherita Maria Alacoque dans le quartier de l'Esquilin à Rome près de la basilique Sainte-Croix-de-Jérusalem lui est dédiée.

Le pape Jean-Paul II se rend en pèlerinage à Paray-le-Monial le 5 octobre 1986, où il se recueille devant la châsse de Marguerite-Marie Alacoque, et lui rend hommage :
Rendons grâce pour l’expérience mystique de sainte Marguerite Marie. Il lui a été donné, avec un éclat particulier mais dans une existence cachée, de connaître la puissance et la beauté de l’amour du Christ. Dans l’adoration eucharistique, elle a contemplé le Cœur transpercé pour le salut du monde, blessé par le péché des hommes, mais aussi “source vive” comme en témoigne la lumière qui rayonne des plaies de son corps ressuscité.

## Approche psychanalytique
L’historiographie positiviste et anticléricale du XIXe siècle a analysé les mystiques sous l'angle clinique, dont le cas de Marguerite-Marie Alacoque :  « Les troubles extatiques de cette dernière sont à la fois sexualisés et médicalisés. ». Pour Alfred Maury (1817-1882), son désir d'union avec le Christ est l'expression d'une frustration sexuelle. Pour Jules Michelet (1798-1874), son cas relève d'un dérèglement physiologique.
Pour le psychanalyste Michel Coddens, Marguerite-Marie Alacoque s'inscrit dans une tradition mystique de mortifications extrêmes. Jacques Lacan y décèle une forme de perversion[source insuffisante].
Éric Bidaud, psychanalyste, parle au sujet de Marguerite-Marie Alacoque d'un « état théopathique » dans lequel « la nécessité de s’avilir aux yeux de l’entourage » constitue une jouissance, en commentant ce passage de ses Entretiens mystiques :  

« Pourvu, ô mon souverain Maître ! que vous ne fassiez jamais rien paraître en moi d’extraordinaire, mais seulement ce qui pourra me causer le plus d’humiliation possible et d’abjection devant les créatures et me détruire dans leur estime. »

Les remarques éditoriales apportées à la réédition en 1978 de son manuscrit autobiographique précisent toutefois :
Certaines expressions, certains actes de mortification, avoués simplement, risquent de nous étonner - voire scandaliser. Gestes furtifs, dans l'élan généraux d'un amour de Dieu qui se prouve - accueilles par lui, mais non exigés - ils ne doivent pas nous arrêter. L'essentiel n'est pas là. Arrêtons-nous plutôt longuement à l'infinie tendresse du cœur du Christ qui se redit à chacun de nous...

## Pour approfondir